# Cerviniella mirabilipes
Cerviniella mirabilipes is een eenoogkreeftjessoort uit de familie van de Aegisthidae. De wetenschappelijke naam van de soort is voor het eerst geldig gepubliceerd in 1946 door Smirnov.